# Крижановський Станіслав Станіславович
Станіслав Станіславович Крижановський (1886, місто Саратов, тепер Російська Федерація — 1949) — радянський діяч, голова Херсонського і Миколаївського губернських комітетів КП(б)У.

## Життєпис
Член РСДРП(б) з 1903 року.
За революційну діяльність був заарештований, засуджений до адміністративної висилки у місто Великий Устюг Вологодської губернії.
З 1914 року служив у російській армії, учасник Першої світової війни.
Потім служив у Червоній армії. У 1919 році — начальник Політичного відділу Південного фронту РСЧА.
10 лютого — квітень 1920 року — голова Херсонського губернського комітету КП(б)У.
У квітні — червні 1920 року — голова Миколаївського губернського комітету КП(б)У.
У липні 1928 — липні 1929 року — заступник завідувача відділу агітації, пропаганди і друку ЦК ВКП(б).
Подальша доля невідома. Помер у 1949 році.